# Dichosporidium
Dichosporidium es un género de hongos liquenizados en la familia Roccellaceae.